# Martín Terrer de Valenzuela
Martín Terrer de Valenzuela (Daroca, 14 de abril de 1549 - Zaragoza, 28 de noviembre de 1631) fue un religioso español de los siglos XVI-XVII que detentó las sedes episcopales de Albarracín, Teruel, Albarracín, Tarazona y finalmente la de Zaragoza.

## Biografía
Nacido en Daroca en una familia religiosa, estudió en la Universidad de Alcalá de Henares donde fue profesor ante de regresar a su tierra. Durante sus posteriores pontificados promovió los lazos con su alma mater complutense como medio para asegurar la formación de la clerecía a su cargo. Fue posteriormente canónigo en Teruel y Zaragoza, en ambos casos bajo la protección de Andrés Santos de Sanpedro, y limosnero de la Seo de Zaragoza.
Defensor del partido real en las Cortes de Tarazona de 1592 que siguieron a las alteraciones de Aragón, fue premiado al año siguiente por Felipe II con el cargo de obispo de Albarracín. En 1596 pasó a la sede de Teruel, que ocuparía durante casi dos décadas. Promotor de la Universidad de Alcalá como fuente de formación para sus religiosos, fundó el Colegio de Aragón. Políticamente fue también diputado en las Cortes de Aragón por el brazo eclesiástico en su calidad de obispo, lo que le llevó a residir habitualmente en Zaragoza.
En 1614 fue transferido a la diócesis de Tarazona. Siguió siendo un fiel partidario del rey y tras las Cortes de Barbastro de 1626, donde se planteó la Unión de Armas, fue nombrado Consejero de Estado al año siguiente y arzobispo de Zaragoza en 1629. Falleció poco después, en 1631.